# Victoria Beckham
Victoria Caroline Beckham z domu Adams, OBE (ur. 17 kwietnia 1974 w Hertfordshire w Anglii) – brytyjska projektantka mody, piosenkarka popowa, autorka piosenek, aktorka, modelka i osobowość telewizyjna. Członkini zespołu Spice Girls. Nagrała także dwa albumy solowe.

## Życiorys
Urodziła się w Goffs Oak w hrabstwie Hertfordshire w Anglii. Jest najstarszą córką Anthony’ego i Jacqueline Adamsów, elektronika i gospodyni domowej. Ma dwoje młodszego rodzeństwa: Louise i Christiana. 
Ukończyła St. Mary’s High School w Cheshunt i Jason Theatre School w Hoddesdon. W młodości zmagała się z trądzikiem, przez co była wyśmiewana przez rówieśników, co skutkowało niepewnością nastolatki.

## Kariera muzyczna

### Działalność ze Spice Girls

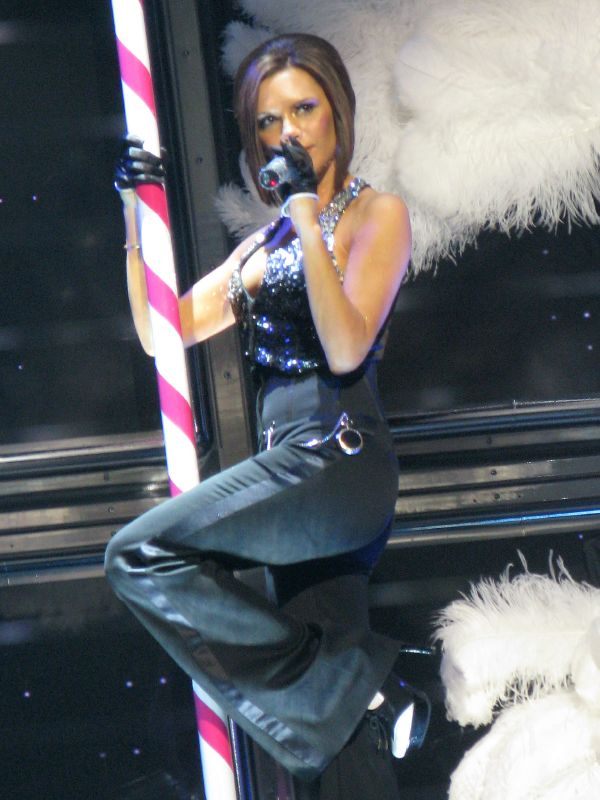
Victoria Beckham podczas występu ze Spice Girls w Las Vegas

Występowała w girlsbandzie Spice Girls pod prawdziwym nazwiskiem lub pod pseudonimem Posh Spice, który inspirowany był drobną budową ciała i ciemną karnacją wokalistki, a także jej powściągliwością. Wraz z Emmą Bunton, Geri Halliwell, Melanie Brown i Melanie Chisholm wydała trzy albumy studyjne i 12 singli oraz odbyła trzy międzynarodowe trasy koncertowe w latach 1996-2000. Pierwszy singiel „Wannabe“ osiągnął międzynarodowy sukces. W zespole odpowiadała również za negocjonowanie warunków kontraktów dla siebie i pozostałych wokalistek. W 1998 zespół się rozpadł.
28 lipca 2007 na konferencji prasowej w Londynie ogłoszono reaktywację zespołu. Każda z piosenkarek miała na powrotnym tournée zarobić 10 mln funtów. 1 grudnia ukazała się składanka Greatest Hits z dwoma nowymi nagraniami. Miesiąc wcześniej na rynek został wypuszczony singiel Headlines (Friendship Never Ends). Dzień po ukazaniu się składanki zespół wyruszył w tournée The Return of the Spice Girls rozpoczęty koncertem w Vancouver w Kanadzie. Trasa zakończyła się 26 lutego 2008 w Toronto w Kanadzie.
31 grudnia 2007 premierę na antenie australijskiej telewizji Fox8 miał film dokumentalny o zespole, w którym wystąpiła Beckham.
W 2012 wystąpiła na zakończeniu Letnich Igrzysk Olimpijskich w Londynie z pozostałymi wokalistkami zespołu Spice Girls. W 2012 nadzorowała z członkiniami formacji tworzenie musicalu Viva Forever opartego na karierze Spice Girls.

### Kariera solowa

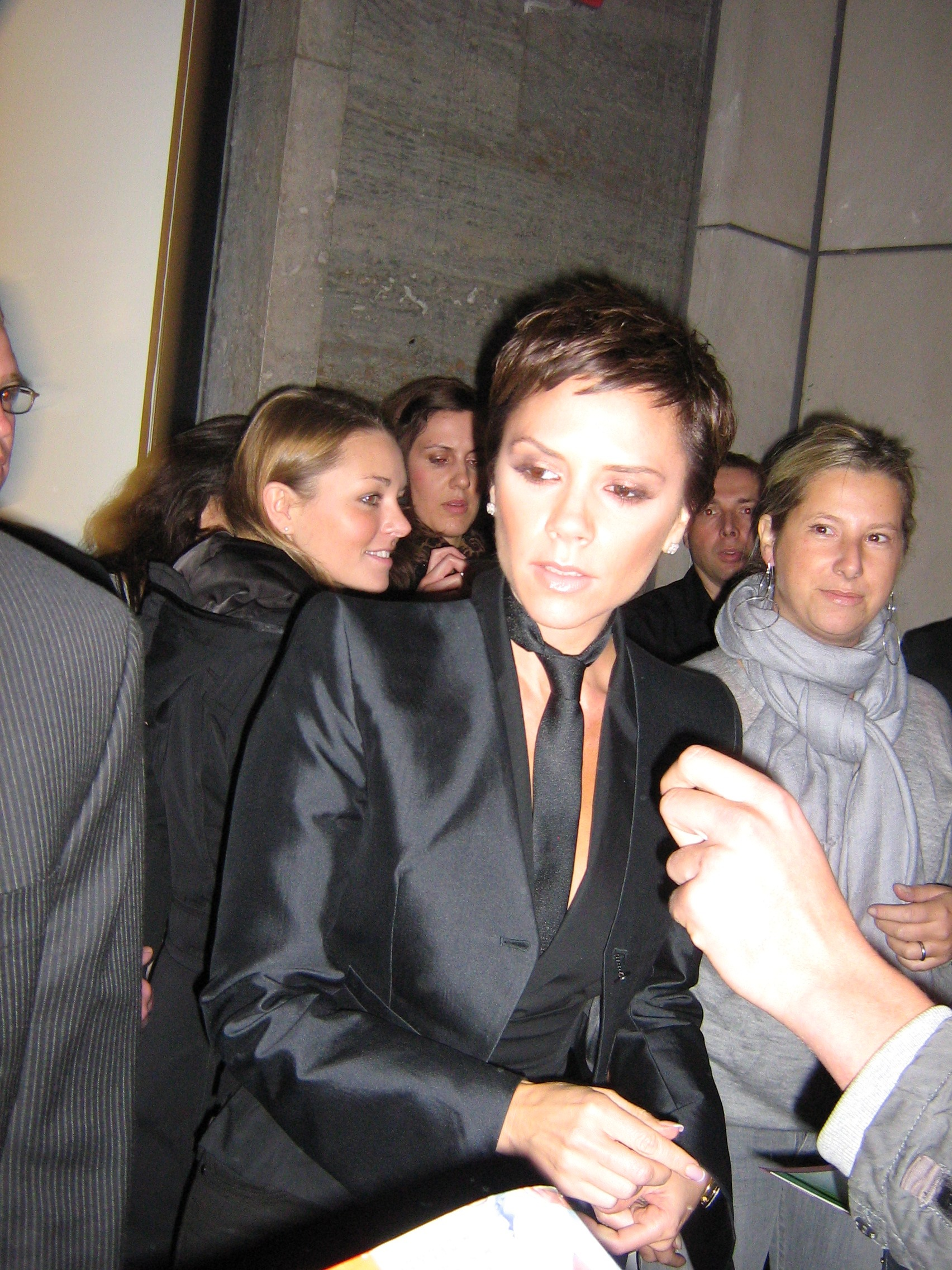
Victoria w Düsseldorfie w listopadzie 2008

Po rozpadzie Spice Girls w 1998 rozpoczęła karierę solową. 14 sierpnia 2000 wydała debiutancki solowy singiel „Out of Your Mind”, który osiągnął sukces komercyjny w Wielkiej Brytanii oraz cieszył się uznaniem w całej Europie. 8 lipca 2000 z zespołem True Steppers wystąpiła z tą piosenką na koncercie w Hyde Park w Londynie.
W 2001 wydała książkę autobiograficzną pt. Learning to Fly. 17 września 2001 wydała singiel „Not Such an Innocent Girl” poprzedzający wydany 1 października 2001 album, zatytułowany po prostu Victoria Beckham. Drugą piosenką promującą płytę był utwór „A Mind of Its Own”, który wydała w lutym 2002. Tydzień po premierze singla ogłosiła, że spodziewa się drugiego dziecka, a z powodu ciąży zrezygnowała z wydania planowanych, kolejnych singli („I Wish” i „Like That”), w konsekwencji czego zakończyła współpracę z wytwórnią Virgin Records.
Pod koniec 2002 rozpoczęła współpracę z Telstar Records, z którą we współpracy z Simonem Fullerem podpisała kontrakt na 1,5 mln funtów. W grudniu 2003 wydała podwójny singiel „Let Your Head Go / This Groove”. W kwietniu 2004 wytwórnia Telstar Records popadła w tarapaty finansowe, co przyczyniło się do odwołania planowanego na lato 2004 singla „My Love Is For Real”. W tym samym czasie, ze względu na karierę piłkarską męża, przeprowadziła się do Madrytu, a następnie zaszła w trzecią ciążę, co kolejno odsuwało plany wydania następnych piosenek („Open Your Eyes” i „Should Have Known Better”).
W 2007 w amerykańskich stacjach radiowych pojawiła się nowa wersja piosenki „Full Stop”, którą nagrała z udziałem Nasa, wraz z informacjami o planowanym wydaniu jej na singlu, które jednak również nie doszły do skutku. Ostatecznie ani druga płyta pt. Open Your Eyes, ani eksperymentalne piosenki hiphopowe nagrane w USA (gdzie współpracowała m.in. z Damonem Dashem), nie zostały nigdy oficjalnie wydane.
Od 2008 zajmuje się projektowaniem ubrań, rezygnując jednocześnie z dalszej kariery muzycznej. Pracowała również jako modelka. W 2004 uruchomiła własną kolekcję dodatków DVB Style. Ponadto wypuściła własną kolekcję dżinsów, której głównym sponsorem była firma Rock & Republic, jednak w USA wycofano je ze sprzedaży. W 2006 wydała książkę o modzie pt. That Extra Half an Inch: Hair, Heels and Everything In Between, a rok później ukazała się druga część autobiograficznej książki.
Wystąpiła w trzech reality show: Being Victoria Beckham (2001; poświęcony jej karierze solowej), The Real Beckhams (2003; opisujący jej życie domowe) oraz Victoria Beckham: Coming to America (2007; W 2007, skupiający się wokół jej przeprowadzki z rodziną do USA). Zagrała gościnnie w serialu Brzydula Betty oraz reality show Kreator mody.

## Życie prywatne
4 lipca 1999 wyszła za piłkarza Davida Beckhama, a reportaż z ich ślubu na zamku Luttrelstown w Dublinie zamieścił na swoich łamach magazyn „OK!”, płacąc parze 1 mln funtów za prawa do udokumentowania uroczystości. Mają czwórkę dzieci: trzech synów – Brooklyna Josepha (ur. 4 marca 1999 w Marylebone), Romeo Jamesa (ur. 1 września 2002 w Marylebone) i Cruza Davida (ur. 20 lutego 2005 w Madrycie) oraz córkę Harper Seven (ur. 10 lipca 2011 w Los Angeles).

## Odznaczenia
- Oficer Orderu Imperium Brytyjskiego – 2017[7]

## Dyskografia
| Rok  | Tytuł                                                                  | Pozycja na liście | Pozycja na liście | Pozycja na liście |
| Rok  | Tytuł                                                                  | UK                | AUS               | JPN               |
| ---- | ---------------------------------------------------------------------- | ----------------- | ----------------- | ----------------- |
| 2001 | Victoria Beckham - Data: 1 października 2001 - Wydawca: Virgin Records | 10                | 1                 | 11                |